# Cyclosa formosa
Cyclosa formosa är en spindelart som beskrevs av Karsch 1879. Cyclosa formosa ingår i släktet Cyclosa och familjen hjulspindlar. Inga underarter finns listade i Catalogue of Life.